# Анненков Павло Васильович
Павло́ Васи́льович Анненко́в (19 червня (1 липня) 1813, за іншими даними 18 (30) червня 1812, Москва — 8 березня (20 березня) 1887, Дрезден) — російський критик і мемуарист.
Разом з Іваном Тургенєвим, Миколою Чернишевським та іншими 19 березня 1860 р. підписав листа до В. Фліорковського з проханням відпустити на волю або погодитись на викуп родичів Тараса Шевченка (братів Микити і Йосипа та сестри Ярини).

## Біографічні відомості
За політичними переконаннями ліберал-західник. Стояв на позиціях «чистого мистецтва». В «Современнике» надрукував «Листи з Парижа» (1847—1848), в яких знайомив російського читача з представниками утопічного соціалізму. Особисто знав Карла Маркса, листувався з ним.
Анненков — один із зачинателів наукового вивчення біографії і текстів Пушкіна.
Не втратили свого значення мемуари Анненкова:
- «М. В. Станкевич» (1857),
- «Знаменне десятиліття» (1881),
- «Літературні спогади» (1909).

В останніх свідчив про вагому роль часопису "Основа" (1862-1863) як чинника національної самоідентифікації українців в столиці Російської імперії.  

## Твори
- «Листи з Парижа» (1847 — 48)
- «М. В. Станкевич» (1857),
- «Знаменне десятиліття» (1881),
- «Літературні спогади» (1909).
- Воспоминания и критические очерки. В 3 т. СПБ, 1877—1881.